# کارزار شرق سوریه
کارزار شرق سوریه از سپتامبر تا دسامبر ۲۰۱۷ عملیات نظامی بزرگ ارتش سوریه و متحدان آن علیه داعش در طی جنگ داخلی سوریه بود. هدف از این عملیات پاکسازی شهر دیرالزور از هر یک از نیروهای شبه‌نظامی داعش، بیرون راندن داعش از میادین و تصرف شهر مرزی البوکمال بود که یکی از آخرین مناطق تحت کنترل داعش محسوب می‌شد.